# Hordes of Zombies
Hordes of Zombies ist das dritte Studioalbum der amerikanischen Grindcore-Band Terrorizer. Es wurde am 24. Februar 2012 vom französischen Independent-Label Season of Mist veröffentlicht.

## Entstehung
Im September 2008 wurde Pete Sandoval (Schlagzeuger von Morbid Angel) von Anthony Rezhawk gefragt, ob er Interesse an einem neuen Album mit Terrorizer habe. Sandoval sagte zu und Rezhawk holte als Gitarristin Katina Culture von seiner Band Resistant Culture hinzu. Nach Abschluss der laufenden Tournee-Aktivitäten mit Morbid Angel nahmen die drei Musiker ein Demo auf, mit dem sich ihr Bandmanager bei verschiedenen Plattenlabels bewarb. Im Frühjahr 2011 wurde offiziell bekanntgegeben, dass Terrorizer einen Plattenvertrag mit Season of Mist abgeschlossen hat und dass das neue Album Anfang 2012 erscheinen wird. Sämtliche Stücke des Albums wurden von Anthony Rezhawk und Katina Culture geschrieben.
Die Operation von Pete Sandoval an den Bandscheiben behinderte die Aufnahmen nicht, da er seine Schlagzeugspuren bereits im Januar 2009 eingespielt hatte. David Vincent (Bassist von Morbid Angel) kam erst in letzter Minute als Bassist zu den Aufnahmen, obwohl bereits ein Session-Bassist engagiert war. Seine Beteiligung war eine Idee des Labels Season of Mist, das sich wegen des im Juni 2011 veröffentlichten Morbid-Angel-Albums Illud divinum insanus einen Promotion-Effekt für das Album von Terrorizer erhoffte. Produziert wurde das Album von Dan Swanö.
Die Band sieht Hordes of Zombies als Konzeptalbum, da die Lieder inhaltlich von einem Grundthema handeln. Dabei will Rezhawk den Begriff Zombie als Metapher für die Ausbeutung der Natur durch den Menschen sehen. Zombies stünden dafür, dass die Menschheit zu ihrem eigenen Wohl und aus Bequemlichkeit wider die Natur handelt und so ihren eigenen Untergang heraufbeschwört. Das Plattencover stammt von dem Berliner Künstler Nesha.

## Kritiken
Michael Edele von laut.de schreibt, dass das Album „soundtechnisch druckvoll und differenziert“ sei, es aber nur selten gelinge, in das hohe Tempo der Stücke Aha-Momente einzubauen. Gitarristin Katina Culture gelinge zwar die ein oder andere gute Idee, aber Sänger Rezhawk könne stimmlich keine Akzente setzen. Mathias Freiesleben von powermetal.de hingegen meint, dass Hordes of Zombies Maßstäbe für 2012 setze und resümiert, dass das Album „Grind der Extraklasse“ biete. Auch für den Rezensenten von whiskey-soda.de ist Hordes of Zombies ein „Meisterwerk“ und ein „Pflichtkauf für jeden Deathgrinder“. Er bezeichnet das Album als „qualitativ unglaublich hochwertig“, lobt die Rhythmussektion mit Bassist David Vincent und Schlagzeuger Pete Sandoval sowie die Gitarrenarbeit von Katina Culture, doch auch er moniert den zuweilen eintönig klingenden Gesang von Anthony Rezhawk. Patrick Schmidt vom Rock Hard zeigte sich enttäuscht. Zwar sei Hordes of Zombies ein solides Deathgrind-Album, sei aber zu vorhersehbar und habe mit den früheren Terrorizer nicht mehr viel zu tun.

## Titelliste
1. Intro – 1:52
2. Hordes of Zombies – 3:28
3. Ignorance and Apathy – 2:10
4. Subterfuge – 1:59
5. Evolving Era – 3:25
6. Radiation Syndrome – 2:07
7. Flesh to Dust – 2:20
8. Generation Chaos – 2:10
9. Broken Mirrors – 3:08
10. Prospect of Oblivion – 3:25
11. Malevolent Ghosts – 3:01
12. Forward to Annihilation – 2:01
13. State of Mind – 3:18
14. A Dying Breed – 3:48
15. Wretched (Bonus-Track) – 2:41